# Хухтасаари, Лаура
Лаура Хухтасаари (фин. Laura Huhtasaari; род. 30 марта 1979, Вилппула, Хяме) — финский государственный и политический деятель. Член партии «Истинные финны». Депутат эдускунты с 2023 года и в 2015—2019 годах. В прошлом — депутат Европейского парламента (2019—2023). Кандидат в президенты Финляндии на выборах 2018 года, заняла на них 3-е место.

## Биография
Родилась 30 марта 1979 года в финляндском городе Мянття, область Пирканмаа.
В 2004 году Лаура Хухтасаари окончила магистратуру в Университете Йювяскюля.
В 2012 году была избрана в Городской совет Пори, получив 1064 голоса избирателей, в 2017 году вошла в Городской совет Пори уже с 2566 голосами избирателейу. 
В 2014 году участвовала в выборах в Европейский парламент и получила 9132 голоса, но не была избрана. 
По результатам парламентских выборов 19 апреля 2015 года Лаура Хухтасаари была избрана в парламент Финляндии, получив 9259 голосов избирателей в избирательном округе Сатакунта. Являлась членом Комитета по правовым вопросам, Комитета по образованию и культуре, а также финляндской делегации в Северном совете.
В 2017 году Лаура Хухтасаари поддержала кандидатуру Юсси Халла-ахо на должность председателя партии «Истинные финны». 10 июня 2017 года Лаура Хухтасаари избрана первым вице-президентом партии «Истинные финны».
4 августа 2017 года стала кандидатом от партии «Истинные финны» в президенты Финляндии на выборах 2018 года. 28 января 2018 года на выборах президента заняла 3-е место, набрав 6,9 % голосов.
По результатам выборов в Европейский парламент в Финляндии 26 мая 2019 года прошла в Европейский парламент. Ушла в отставку после избрания депутатом эдускунты. Её место заняла Пиркко Руохонен-Лернер.
По результатам парламентских выборов 2023 года избрана депутатом эдускунты.

## Взгляды
Лаура Хухтасаари убеждена, что в скором времени Европейский союз прекратит своё существование и Финляндия должна его покинуть. Она также выступает за то, чтобы Финляндия вышла из Оттавского договора и Парижского соглашения.
Выступает против того, чтобы Финляндия стала членом НАТО, но поддерживает развитие сотрудничества с этой организацией. Она поддерживает политику президента Соединённых Штатов Америки Дональда Трампа. Лаура Хухтасаари является креационистом и заявляла, что теория эволюции не выдерживает никакой критики. Она также заявила, что Финляндия предпримет меры для того, чтобы снизить поток беженцев в эту страну.